# مران عريض الأوراق
المُران العريض الأوراق (باللاتينية: Fraxinus latifolia) نوع نباتي ينتمي إلى جنس المُران من الفصيلة الزيتونية.
موطنه غرب الولايات المتحدة.